# Lidköping–Skara–Stenstorps Järnväg

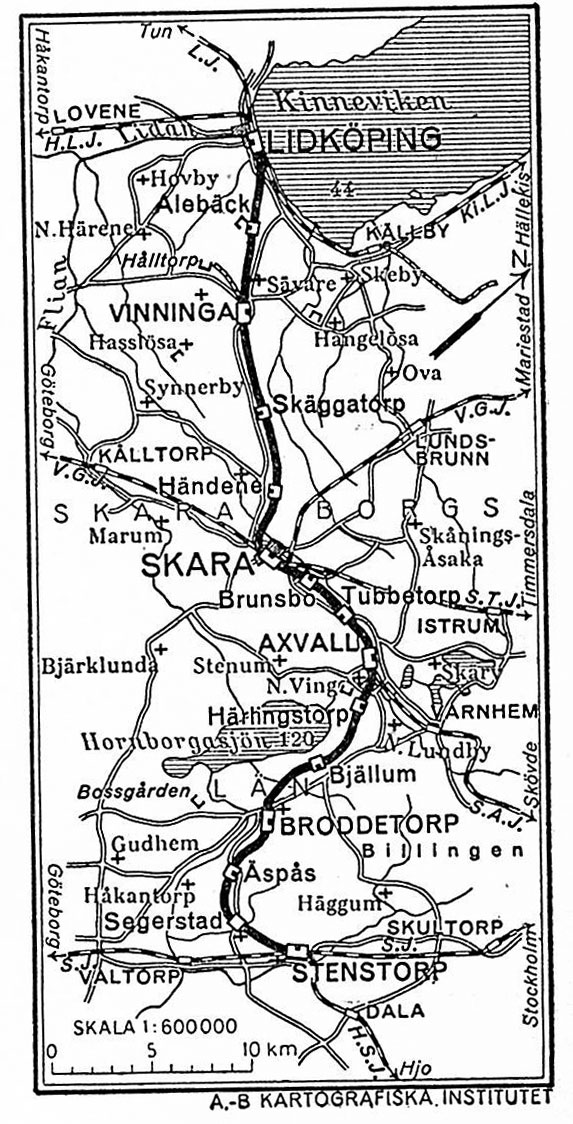
LSSJ. Karta 1926.

Lidköping–Skara–Stenstorps Järnväg (LSSJ) var ett enskilt järnvägsbolag som under 1870-talet byggde Järnvägslinjen Lidköping–Stenstorp. Bolaget kom 1916 att köpas upp av Västergötland–Göteborgs Järnvägar (VGJ), i samband med uppköpet kom bolagets rullande material och järnvägslinje att inordnas i VGJ men bolaget levde kvar som ett dotterbolag. I samband med förstatligandet av smalspårsnätet i Västra Götaland uppgick bolaget i SJ den 1 juli 1948.

## Bakgrund
Kort efter att normalspåriga Västra stambanan blivit klar mellan Stockholm och Göteborg började städerna som hamnat vid sidan av att arbeta för att få till sidolinjer till denna. Vid ett järnvägsmöte i Lidköping den 23 mars 1862 lades ett första förslag fram för en järnväg från Skara till stambanan av lektor Alander i Skara, mötets egentliga syfte var att dryfta en järnväg från Lidköping till Håkantorp på den föreslagna Uddevalla–Vänersborg–Herrljunga Järnväg varvid Skaraförslaget vann ringa bifall. Bakgrunden till förslaget var att man ansåg att sträckningen mot Håkantorp främst skulle tillfredsställa behovet av godstransporter i riktning mot Göteborg medan Skaraförslaget lovade bättre persontransporter främst i riktning mot Stockholm. Vid 1867 års landsting väckte Alander en motion om att förverkliga Skaraförslaget som emellertid avslogs. Men år 1869 vände vinden och vid ett järnvägsmöte i Lidköping den 15 april så var stämningen livlig för en järnväg Lidköping-Skara-Västra stambanan, vid mötet bildades en niomannakommitté för att närmare undersöka möjligheten att bygga järnväg Lidköping-Skara-Västra stambanan. Det Fransk-tyska kriget 1870-1871 kom tillfälligt att ha en dämpande inverkan på nya järnvägsplaner. Med den 10 januari 1872 kallade landshövding Malmsten till ett järnvägsmöte i Skara där en interimsstyrelse valdes och inbjudan till aktieteckning utsändes. Stadsfullmäktige i Skara och Lidköping tecknade sig för vardera 100 000 riksdaler. I samband med detta överlämnade en förmögen fröken i Lidköping Anna Lisa Lidbeck en första donation på 100 000 riksdaler till LSSJ. Den 30 april 1872 hölls en konstituerande stämma i Lidköping–Skara–Stenstorps Järnvägsaktiebolag efter att interimsstyrelsen hade kommit överens med styrelsen för Hjo–Stenstorps Järnväg (HSJ) om att båda banorna skullen anknytas till Stenstorps station. Koncessionen erhölls 4 oktober 1872 för en bana med spårvidden 802 millimeter men efter samråd med HSJ önskade man ändra spårvidden till 891 millimeter, vilket godkändes den 21 mars 1873.

## Byggnation
Som entreprenör för banbyggnaden kontrakterades löjtnanten i Kungl. Väg- och Vattenbyggnadskåren Johan Wohlrath Kullberg. Bolagets kontrollant för banbyggnaden var Hjalmar Elworth och kontrollanten för det rullande materialet var Harald Asplund. Arbetet med banbyggnaden förlöpte utan större missöden och i september 1874 startade man med provisorisk godstrafik, den 19 november 1874 öppnade linjen i sin helhet officiellt. Byggnadskostnaden inklusive lok, vagnar med mera var 1 364 544 kronor.

## Uppköp av HLJ
Den 12 december 1877 hade Lidköping–Håkantorps Järnväg (HLJ) öppnat sin linje Lidköping–Håkantorp med spårvidd 891 mm. Järnvägens ändstation var Lidköping Västra belägen på den västra sidan av Lidan medan LSSJ station, Lidköpings station, låg på östra sidan utan någon spårförbindelse mellan de två stationerna. HLJ råkade snart i ekonomiska svårigheter och redan 1886 gick man i konkurs. LSSJ köpte upp HLJ på exekutiv auktion samma år, inköpet överklagades och upphävdes av regeringen. På en ny exekutiv auktion den 14 oktober 1890 ropade LSSJ på nytt in HLJ, även denna gång överklagades inköpet och upphävdes efter ett utslag i Göta hovrätt. Vid en tredje exekutiv auktion den 11 augusti 1891 köpte man på nytt HLJ, även denna gång överklagades köpet men denna gång godkändes det genom ett utslag i Högsta domstolen den 4 december samma år. LSSJ lånade 350 000 kronor för inköpet av HLJ och för byggnationen av en bro som skulle knyta samman de två linjerna. I april 1892 godkändes planerna på en svängbro som skulle förena de båda stationsområdena, bron var färdigbyggd i juni 1893 varvid Lidköping Västra drogs in och trafiken koncentrerades på Lidköpings station. Den 1 maj 1902 såldes HLJ till Lidköpings stad tillsammans med järnvägsbron, Lidköpings station och det ursprungliga rullande materialet från HLJ.

## Uppköpta av VGJ
Västergötland–Göteborgs Järnvägar hade köpt och införlivat i sin organisation SKWJ Skara–Gössäter och MKJ Gössäter–Mariestad för sin huvudlinje i nordöstlig riktning från Göteborg. Efter det planerade VGJ att också att köpa LSSJ men det möte lokalt motstånd. Efter några år sålde Skara stad sina aktier i LSSJ till VGJ. Från den 1 januari 1916 trafikerade VGJ mot arrende LSSJ men LSSJ kvarstod som ett eget bolag med VGJ som majoritetsägare. 
Skövde–Axvalls Järnväg (SAJ) köptes och införlivades i LSSJ 1935. LSSJ betydde därefter Lidköping–Skövde och Stenstorps järnväg.
LSSJ köptes tillsammans med alla VGJ-bolag av svenska staten 1948 och ingick därefter i Statens Järnvägars organisation.

## Verkställande direktörer
- Anders Peter Trybom, 1872–1874[1]
- Carl Gustaf Cederlöf, 1874–1875[1]
- Anders Peter Trybom, 1875–1881[1]
- Fredrik Vilhelm Påhlman, 1881–1884[1]
- Anders Peter Trybom, 1884–1885[1]
- Fredrik Vilhelm Påhlman, 1885–20 november 1895[1]
- Sigge Flach, 1895–1901[10]
- Julius Juhlin, 1901–1906[1]
- Tor Bergqvist, 1906–1915[1]
- John Nyström, 1915–1936[1]
- Erik Söderling, 1936–30 juni 1948[11]

Denna lista hämtas från Wikidata. Informationen kan ändras där.